# Albignasego
Albignasego là một đô thị thuộc tỉnh Padova vùng Veneto, tọa lạc cách 35 km về phía tây của Venezia và cách khoảng 7 km về phía nam của Padova. Tại thời điểm ngày 31 tháng 12 năm 2006, đô thị này có dân số 20.561 người và diện tích 21,0 km².
Đô thị Albignasego bao gồm các frazioni (các đơn vị cấp dưới, chủ yếu là làng) Carpanedo, Ferri, Lion, Mandriola, S. Agostino, S. Giacomo, S. Lorenzo, và S.Tommaso.
Albignasego giáp các đô thị: Abano Terme, Casalserugo, Maserà di Padova, Padova, Ponte San Nicolò.